# Synthesis
Synthesis é uma revista científica especializada em síntese química, especialmente síntese orgânica, organometálicos, compostos orgânico heteroátomos, fármacos, bioquímica e fotoquímicos.
O fator de impacto da publicação é 2,652 (2015).